# Zadný potok (přítok Olšavy)
Zadný potok je potok v regionu Turňa, v západní části okresu Košice-okolí. Je to pravostranný přítok Olšavy, měří 4,7 km a je tokem VI. řádu.

## Pramen
Pramení ve Volovských vrších, v podcelku Kojšovská hoľa, na jihojihozápadním úbočí Lazů (771,6 m n. m.) v lokalitě Rinolta, v nadmořské výšce přibližně 530 m n. m.

## Popis toku
Od pramene teče zprvu jihojihozápadním směrem katastrálním územím obce Poproč, následně vtéká do Košické kotliny, do podcelku Medzevská pahorkatina, kde se v lokalitě Brezinka stáčí jihojihovýchodním směrem. Dále protéká územím západně od Poproče, nedaleko místního zemědělského družstva přibírá levostranný přítok (2,6 km) z jižního svahu Lazů, pak se na dvou krátkých úsecích rozvětvuje na dvě ramena a opět zleva přibírá přítok (2,3 km) z lokality Rúbanisko (místně nazývaný Hankov jarok), který severojižním směrem teče intravilánem Poproče. Na dolním toku už teče katastrálním územím obce Jasov, stáčí se na jih a na severním okraji intravilánu této obce ústí v nadmořské výšce cca 268 m n. m. do Olšavy.

## Jiné názvy
- Zadný potočok
- Lanz